# 航位推測法

航海家利用早上9點的位置與速度，推估9點半和10點的船隻可能位置。

航位推測法（英語：Dead reckoning，縮寫：DR）是一種利用現在物體位置及速度推定未來位置方向的航海技術，現已應用至許多交通技術層面，但容易受到誤差累積的影響。

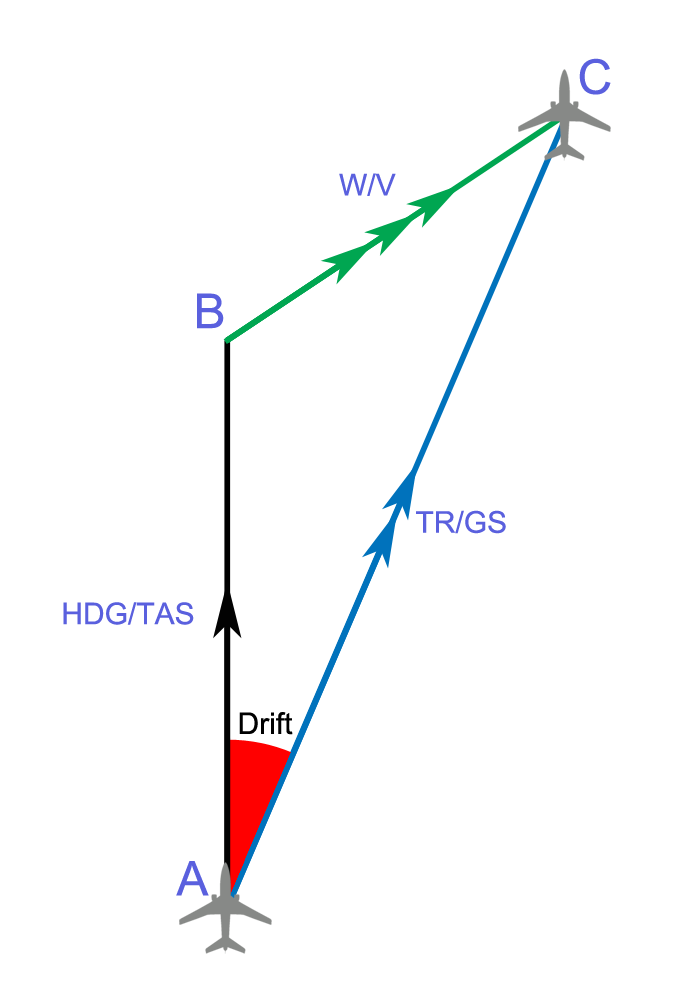
圖中表示因風向的影響，使飛機在直線前進時產生向右偏移。

## 誤差
航位推測法可以推定精確的位置，但容易受到細微誤差影響。例如：利用輪子的旋轉圈數來測定位移量，但輪子受到溫度變化的收縮影響會產生細微誤差。由於前面的估計值就含有誤差，所以不斷進行後續的推算會造成誤差傳播。

## 動物航海
在動物航海研究中，航位推測法常被稱為路徑整合，動物會利用以現在位置及路徑推估未來的位置方向。像是螞蟻、鵝、囓齒動物都能追蹤相對起始點的位置，回到原處。

## 航海
在航海上，航位推測法則稱為「推算航法」，是指在海圖上由一已知之船位(Fix)繪出一連串之航線，僅以所行駛之航向(Course)及航速(Speed)在不考慮水流及風之影響下而決定船舶所在的概略位置(Approximate Position)之過程。

## 外部連結
- Bowditch Online:航位推測法